# Escut de Josa i Tuixén

Representació de l'escut heràldic tradicional de Josa i Tuixén segons el seu blasonament oficial

L'escut oficial de Josa i Tuixén té el següent blasonament:
Escut caironat truncat: 1r d'atzur, un muntant d'argent acompanyat d'una flor de lis d'argent; 2n d'or, tres còdols de gules. Per timbre, una corona de poble.
Va ser aprovat el 28 de desembre del 2012 i publicat al DOGC el 17 de gener del 2013 amb el número 6.295.
A la part superior, la lluneta muntant amb la flor de lis és el senyal tradicional de Josa de Cadí i fa referència a la Mare de Déu, a la qual està dedicada l'església parroquial. A la part inferior, els tres còdols simbolitzen el martiri de sant Esteve, patró de Tuixén.